# Bertoldo I di Svevia
Bertoldo I, noto anche come Bertoldo di Rheinfelden, (1060 circa – 18 maggio 1090) fu duca di Svevia dal 1079 fino alla sua morte.

## Biografia
Era il figlio maggiore di Rodolfo di Rheinfelden, duca di Svevia e anti-re tedesco in opposizione a Enrico IV di Germania. L'identità della madre di Bertoldo è invece oggetto di disputa tra gli studiosi: alcuni di questi sostengono che sia figlio della prima moglie di Rodolfo, Matilde di Franconia, sorella di Enrico IV, mentre altri ritengono che sia la seconda moglie di Rodolfo, Adelaide di Savoia (se così fosse, Bertoldo deve essere nato dopo il 1062), e altri ancora sostengono che fosse il figlio di una madre sconosciuta.
I sostenitori di Rodolfo elevarono a duca di Svevia, in un'assemblea ad Ulma nello stesso anno, il figlio di Rodolfo, Bertoldo, portato ad Ulma da Guelfo d'Este. Sembra che l'elevazione a duca fu progettata da Guelfo e forse da Bertoldo II di Zähringen, ma non dal padre e anti-re Rodolfo. Enrico rispose nominando Federico per lo stesso titolo, il quale aveva terre strategicamente posizionate vicino al ducato.
Durante la guerra civile contro Enrico IV, la Svevia fu presa dal caos. Nel 1084, Bertoldo fu assediato dai sostenitori di Enrico IV. Alla fine lasciò il comando a suo cognato Bertoldo di Zähringen e a Guelfo d'Este. Bertoldo morì senza discendenti nel 1090 e fu sepolto nel monastero di San Biagio, e Bertoldo II, che era sposato con la sorella Agnese di Rheinfelden, gli successe come duca di Svevia.

## Ascendenza
|                      |                      |                      | Genitori             |  |  | Nonni |  |  | Bisnonni |  |  | Trisnonni |  |
|                      |                      |                      |                      |  |  |       |  |  | …        |  |  | …         |  |
|                      |                      |                      |                      |  |  |       |  |  | …        |  |  | …         |  |
|                      |                      | …                    |                      |  |  |       |  |  | …        |  |  |           |  |
| Kuno di Rheinfelden  |                      |                      |                      |  |  |       |  |  | …        |  |  |           |  |
|                      |                      | …                    | …                    |  |  |       |  |  |          |  |  |           |  |
|                      |                      | …                    | …                    |  |  |       |  |  |          |  |  |           |  |
|                      |                      | …                    | …                    |  |  |       |  |  |          |  |  |           |  |
| Rodolfo di Svevia    |                      | …                    |                      |  |  |       |  |  |          |  |  |           |  |
|                      |                      | …                    | …                    |  |  |       |  |  |          |  |  |           |  |
|                      |                      | …                    | …                    |  |  |       |  |  |          |  |  |           |  |
|                      |                      | …                    | …                    |  |  |       |  |  |          |  |  |           |  |
| …                    |                      | …                    |                      |  |  |       |  |  |          |  |  |           |  |
|                      |                      | …                    | …                    |  |  |       |  |  |          |  |  |           |  |
|                      |                      | …                    | …                    |  |  |       |  |  |          |  |  |           |  |
|                      |                      | …                    | …                    |  |  |       |  |  |          |  |  |           |  |
| Bertoldo I di Svevia |                      | …                    |                      |  |  |       |  |  |          |  |  |           |  |
|                      | Umberto I Biancamano | …                    |                      |  |  |       |  |  |          |  |  |           |  |
|                      | Umberto I Biancamano | …                    |                      |  |  |       |  |  |          |  |  |           |  |
|                      | Umberto I Biancamano | …                    |                      |  |  |       |  |  |          |  |  |           |  |
| Oddone di Savoia     | Umberto I Biancamano |                      |                      |  |  |       |  |  |          |  |  |           |  |
|                      |                      | Ancilla d'Aosta      | …                    |  |  |       |  |  |          |  |  |           |  |
|                      |                      | Ancilla d'Aosta      | …                    |  |  |       |  |  |          |  |  |           |  |
|                      |                      | Ancilla d'Aosta      | …                    |  |  |       |  |  |          |  |  |           |  |
| Adelaide di Savoia   |                      | Ancilla d'Aosta      |                      |  |  |       |  |  |          |  |  |           |  |
|                      |                      | Olderico Manfredi II | Olderico Manfredi I  |  |  |       |  |  |          |  |  |           |  |
|                      |                      | Olderico Manfredi II | Olderico Manfredi I  |  |  |       |  |  |          |  |  |           |  |
|                      |                      | Olderico Manfredi II | Prangarda di Canossa |  |  |       |  |  |          |  |  |           |  |
| Adelaide di Susa     |                      | Olderico Manfredi II |                      |  |  |       |  |  |          |  |  |           |  |
|                      |                      | Berta di Milano      | …                    |  |  |       |  |  |          |  |  |           |  |
|                      |                      | Berta di Milano      | …                    |  |  |       |  |  |          |  |  |           |  |
|                      |                      | Berta di Milano      | …                    |  |  |       |  |  |          |  |  |           |  |
|                      |                      | Berta di Milano      |                      |  |  |       |  |  |          |  |  |           |  |